# Re 6/6
Les Re 6/6 (dénomination UIC Re 620) sont une série de locomotives électriques des chemins de fer fédéraux suisses (SBB-CFF-FFS).

## Description
À la fin des années 1960, les CFF cherchent à remplacer les Ae 6/6 présentes sur la ligne du Gothard depuis 1955. Ces nouvelles locomotives devront être aptes à remorquer 800 tonnes en rampe de 26 ‰ soit 200 tonnes de plus que les précédentes. Elles devront être aussi capables de remorquer un train de voyageurs à la vitesse de 140 km/h sur des lignes au profil plus facile.

## Construction

### Les prototypes

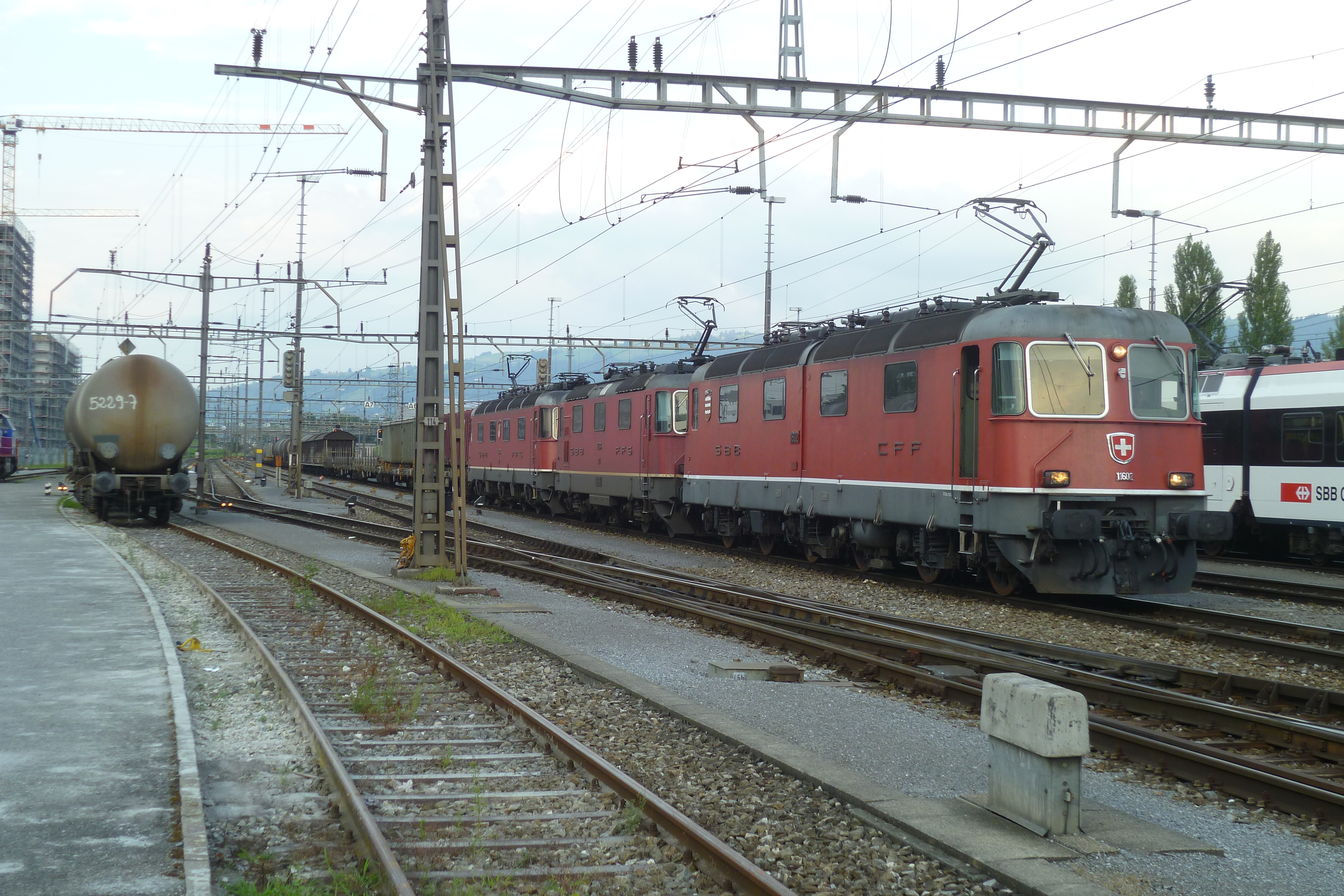
Re 6/6 11602.

En 1969 les CFF passent commande auprès de l'industrie helvétique de quatre prototypes numérotés 11601 à 11604, livrés en 1972 par SLM et BBC et destinés à comparer différentes solutions techniques. La plus visible étant la caisse articulée des Re 6/6 11601 et 11602 inspirée des Ge 6/6 701 à 707 du RhB.
Pour faciliter l'inscription dans les courbes, la disposition d'essieux CC est abandonnée et sera pour la première fois dans l'histoire des CFF de type BBB. Les bogies sont du même type que ceux équipant les Re 4/4 II, série dont les Re 6/6 reprennent aussi l'allure générale.

### La série

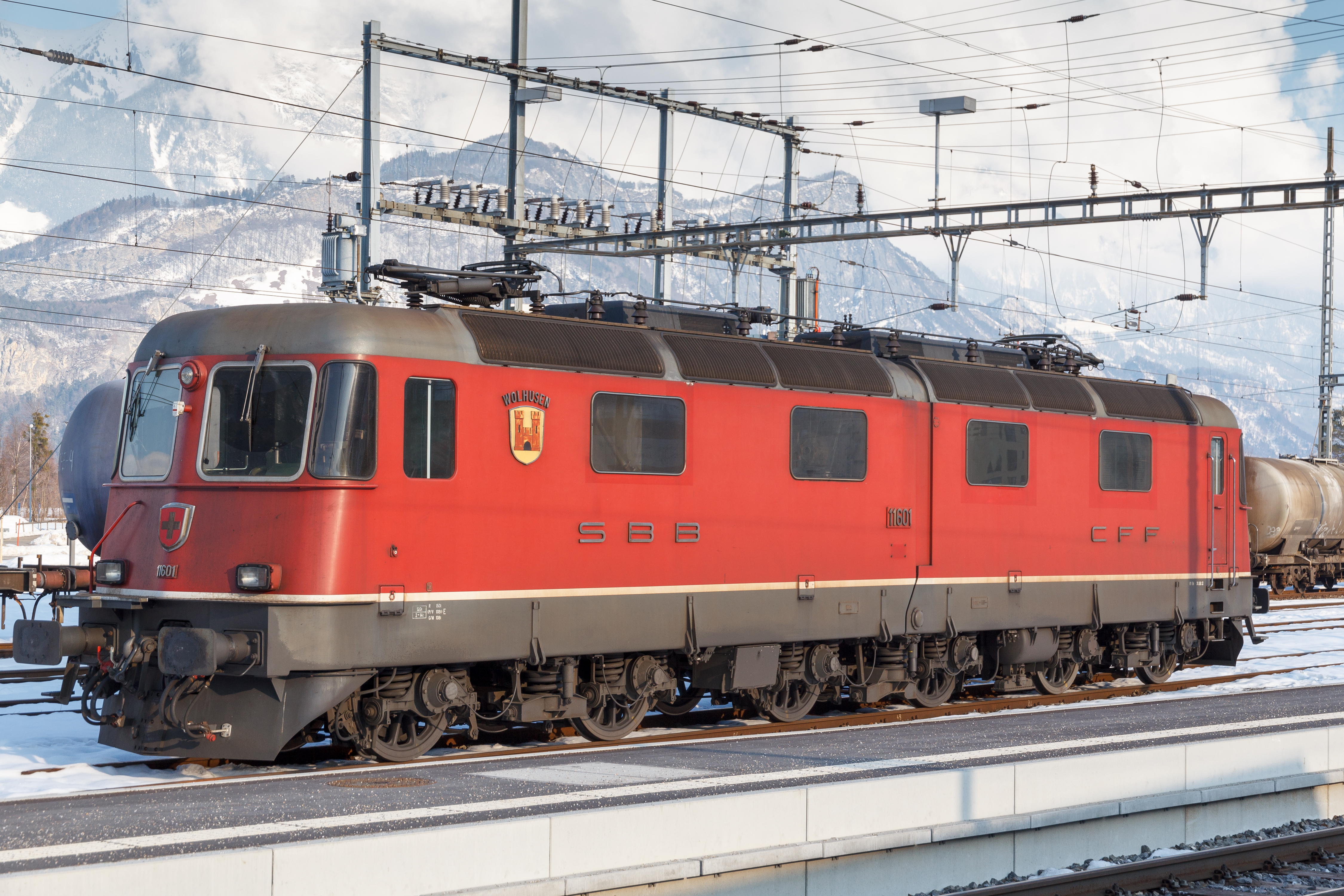
CFF Re 6/6 Nr. 11601 « Wolhusen ».

Satisfaits des performances des prototypes, les CFF prennent livraison des 85 locomotives de série entre 1975 et 1980. La solution de la caisse articulée n'a pas été reconduite. Pesant 120 tonnes et mesurant 19,31 mètres, ces machines sont aptes à l'UM (unité multiple) entre elles ou avec les Re 4/4 II, III et IV, plus récemment avec les Re 465 du BLS. Avec leurs 7 850 kW (soit 10 600 ch), les Re 6/6 ont longtemps été considérées comme les locomotives à caisse unique les plus puissantes du monde.
Elles reçoivent la dénomination UIC Re 620.
En 2023, les effectifs sont de 68 machines sur les 89 construites. Le refit, mené de 2014 à 2022 aux ateliers industriels de Bellinzona, a apporté une amélioration de l'étanchéité de la cabine, de l'installation de ETCS (sur 50 machines), d'un nouveau câblage, de la rénovation des installations de toiture et les bogies ont été refaits en même temps que la régénération des châssis.

## Affectations
Traction des trains de marchandises sur les réseaux CFF et BLS, et plus particulièrement :
- La ligne du Gothard et l'axe Nord–Sud : Bâle – Gothard – Chiasso ;
- La ligne du Lötschberg : Bâle – Lötschberg (tunnel de faîte ou de base) – Simplon

Les Re 6/6 ont tracté autrefois des trains de voyageurs, tels certains Trans-Europ-Express et autres EuroCity (et même des trains régionaux !), mais depuis la séparation des services, toute la série a été attribuée à CFF Cargo et ne tracte dorénavant que des trains de fret.

## Livrées
- Livrée d'origine : à la livraison, l'ensemble de la série revêt la traditionnelle livrée verte.
- Livrée rouge : à partir de 1983 comme les Ae 6/6 et toutes les séries « Re », les locomotives sortant de révision sont repeintes en rouge.
- Livrée Cargo vert-menthe : entre 1999 et 2002 les Re 6/6 11655 et 11665 ont porté les premières livrées CFF Cargo à base de vert et de blanc.
- Livrée VSLF[2] : en 2001 la Re 6/6 11689 sera décorée durant neuf mois à l'occasion du jubilé du syndicat des mécaniciens de locomotive suisses.
- Livrée Cargo bleue : depuis 2002 les Re 6/6 sortant de révision sont repeintes avec la nouvelle livrée CFF Cargo bleue et renumérotées Re 620 sans changement du numéro d'ordre dans la série. Les Re 6/6 11655 et 11665 ont elles aussi revêtu cette nouvelle livrée.
- Livrée Cargo bleue avec publicité X-Rail alliance[3] : depuis le 18 février 2010, la Re 620 088-5 est la seconde Re 6/6 à porter une livrée publicitaire.

## Accidents et retraits
- 11638 « St-Triphon »: détruite à la suite de l'accident de Saxon le 16 février 1990.
- 11673 « Cham » : hors service à la suite d'une prise en écharpe le 13 mai 2015 à Erstfeld. Utilisée comme source de pièces de rechange, puis ferraillée en juillet 2016[4].
- 11620 «Wangen bei Olten» : hors service à la suite d'une collision avec la 11640 « Münchenstein »le 23 octobre 2014 à St-Maurice. Contrairement à la deuxième locomotive, la 11620, trop endommagée, fut ferraillée en février 2017[5].

En février 2021, la Re 620 042 « Monthey » fut la première locomotive de la série à être envoyée à la casse sans que la cause en soit un accident. Plusieurs autres exemplaires sont d'ores et déjà retirés du service et servent de réserve de pièces avant leur ferraillage.

## Modélisme ferroviaire

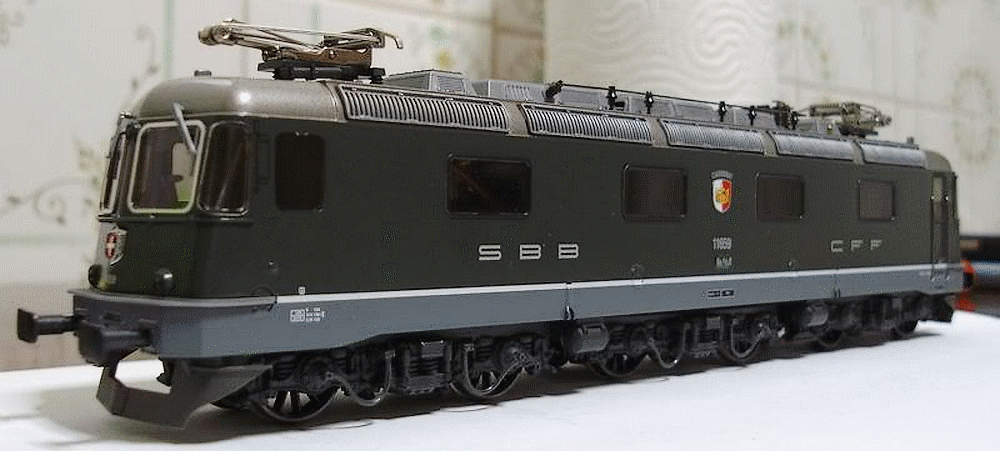
Re 6/6 11669 de HAG.

Plusieurs fabricants de modèles réduits ferroviaires proposent ou proposaient la Re 6/6 à leur catalogue. La liste n'est pas exhaustive.
- Échelle HO (1/87e) :
  - Lima
  - HAG
  - Roco
  - Märklin et Trix
- Échelle N (1/160e) :
  - Kato et Hobbytrain

## Galerie de photos

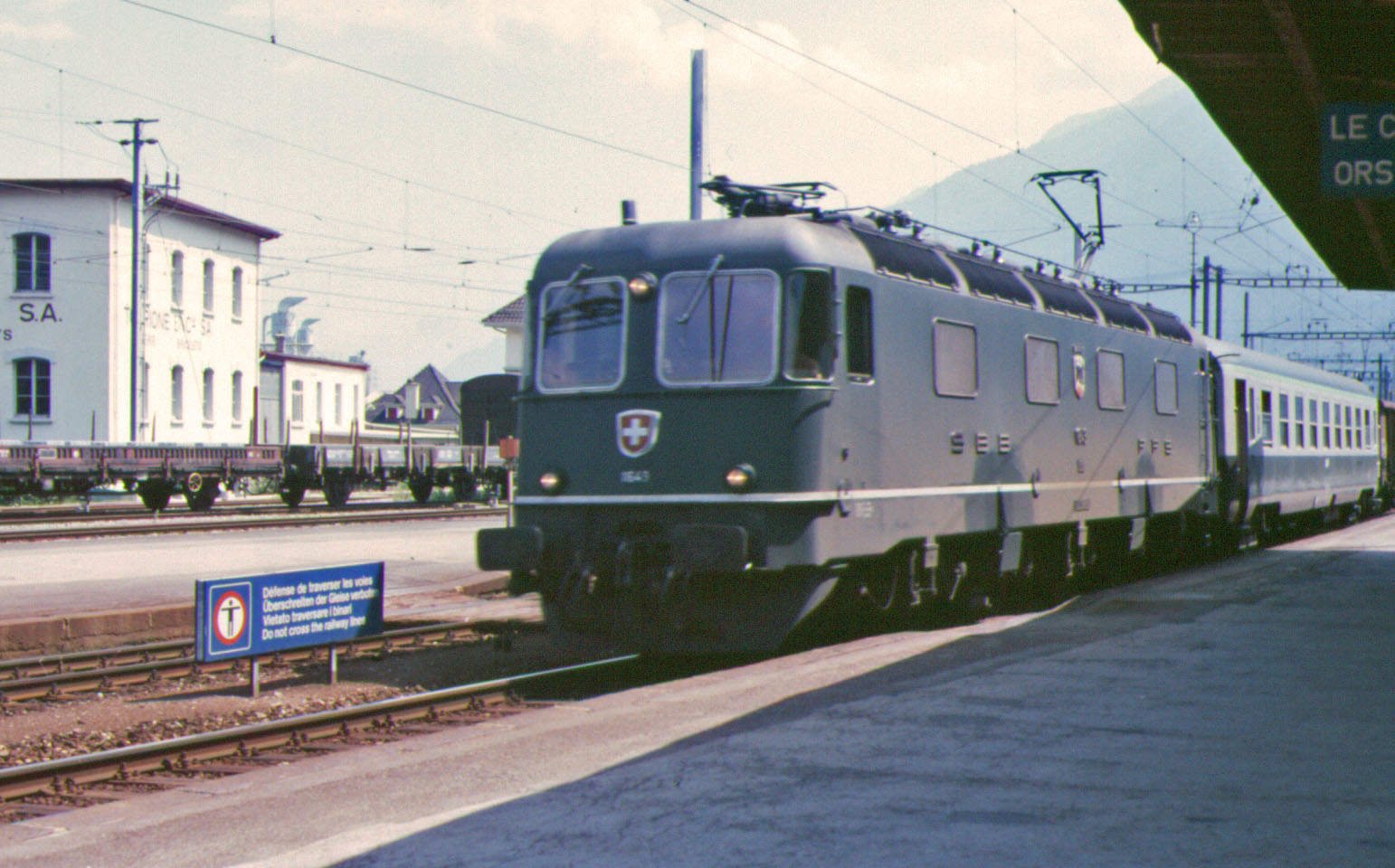
Passage à la gare de Martigny de la Re 6/6 11649. Noter la voiture DEV SNCF.
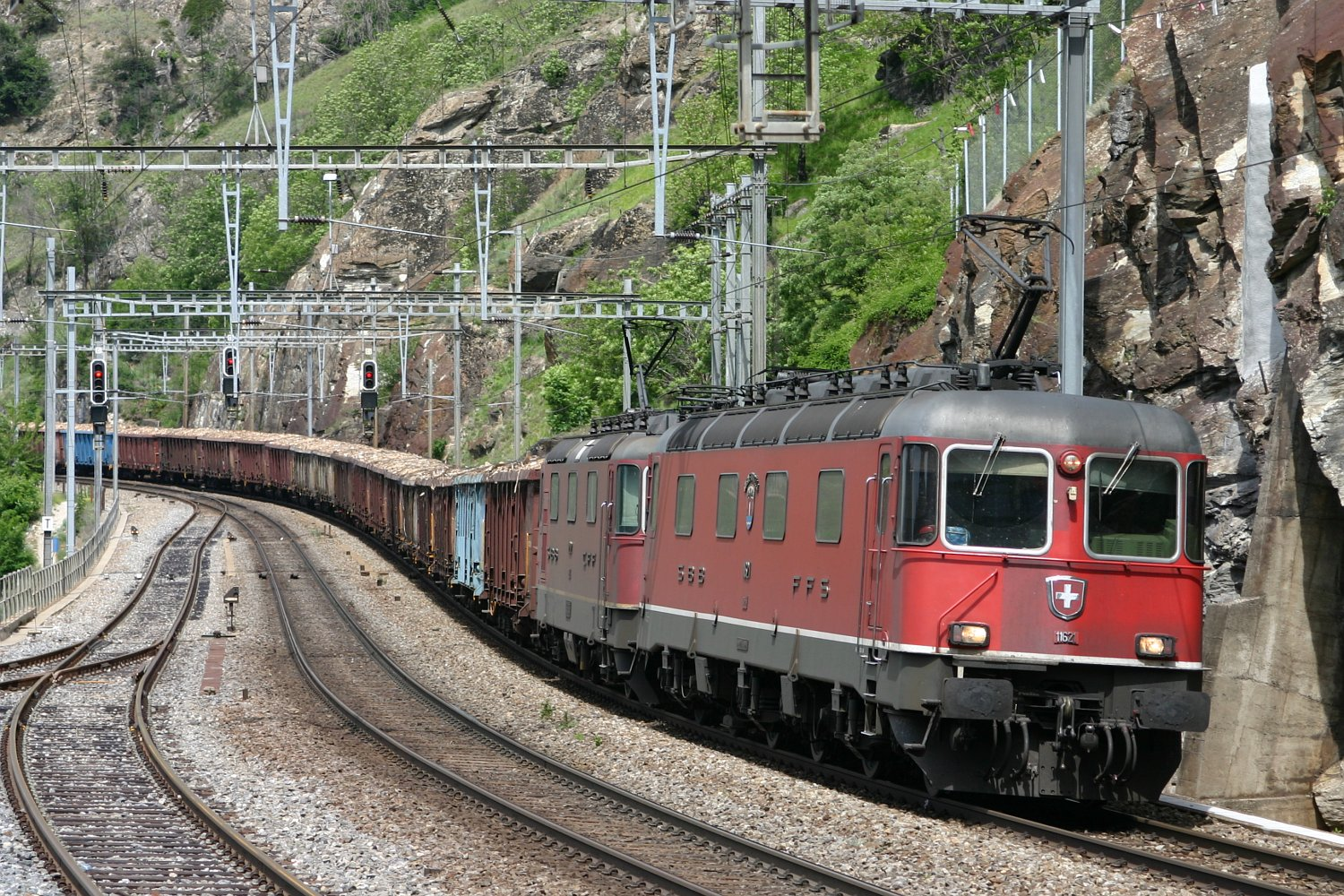
La Re 6/6 11621 à Lalden.
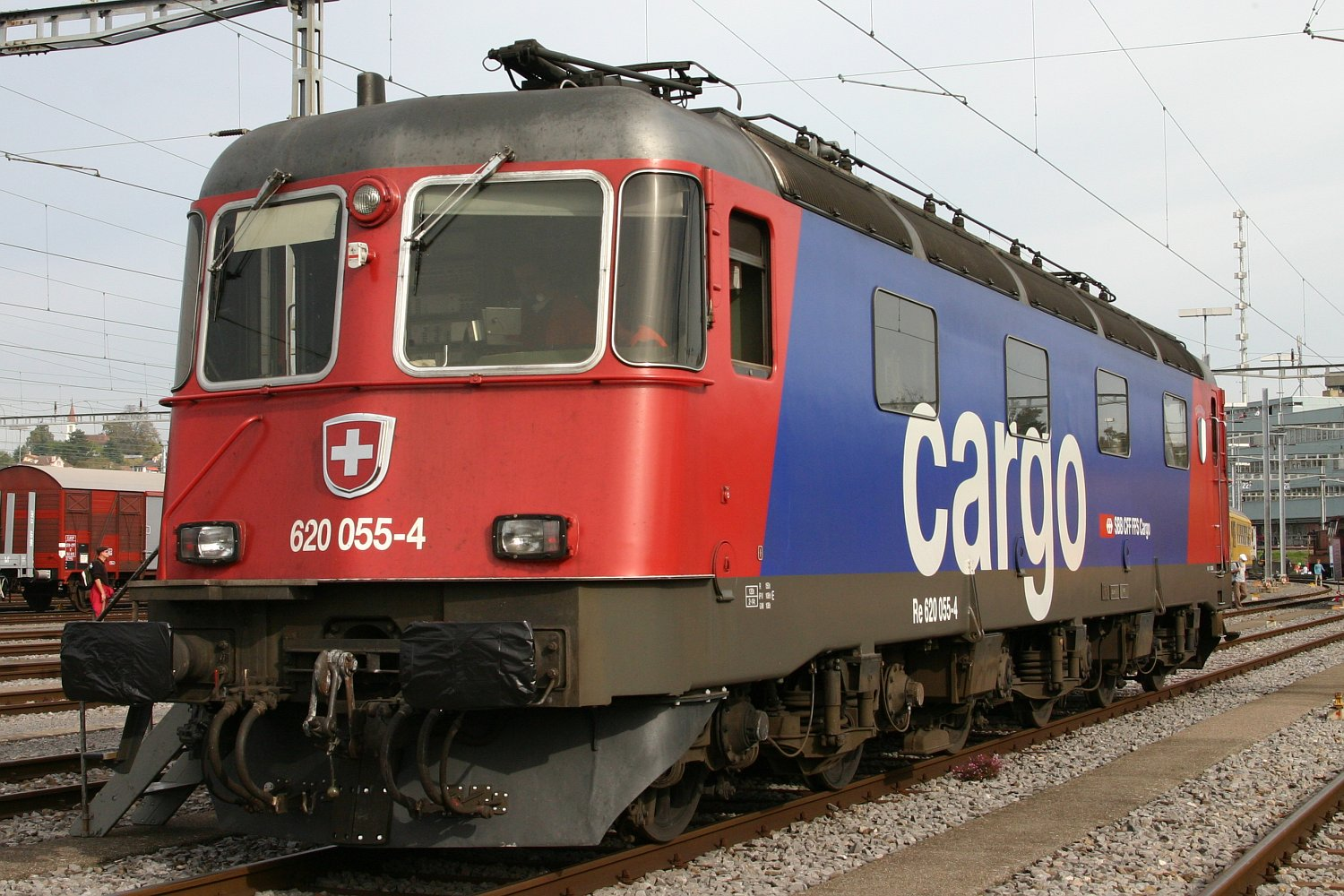
La Re 620 055-4 à la gare de Lausanne-Triage.
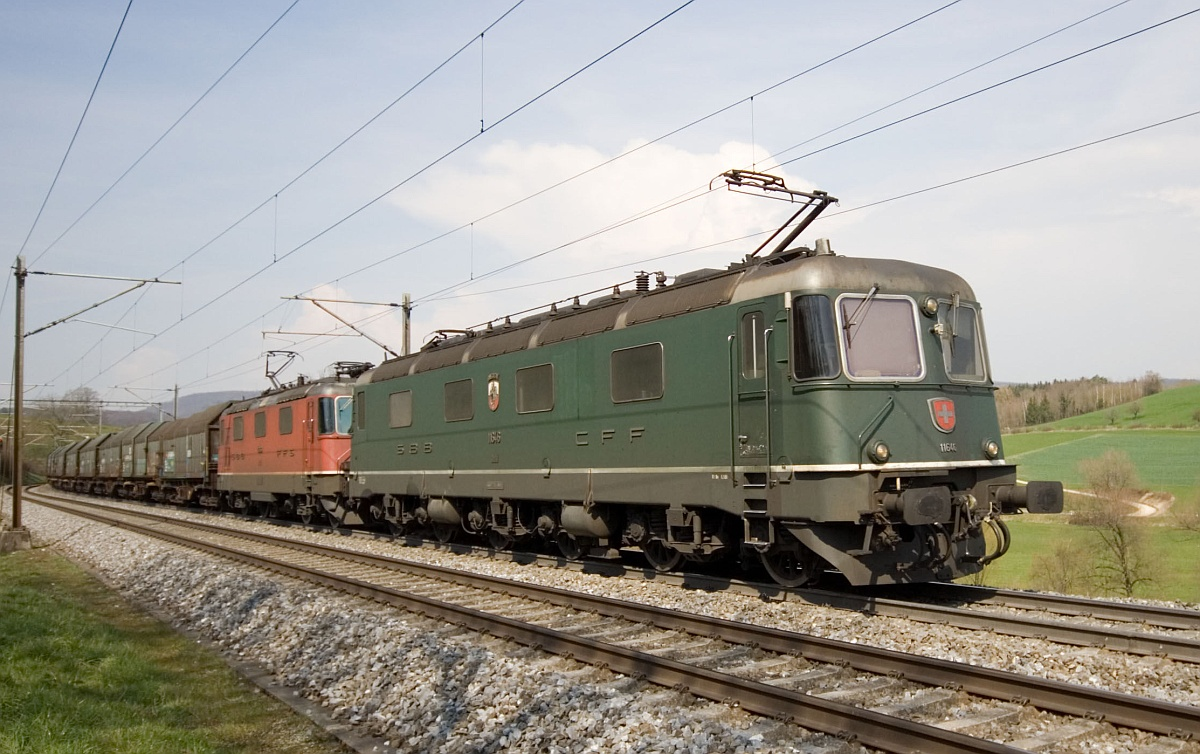
« Re 10/10 » avec la Re 6/6 11646 en tête.
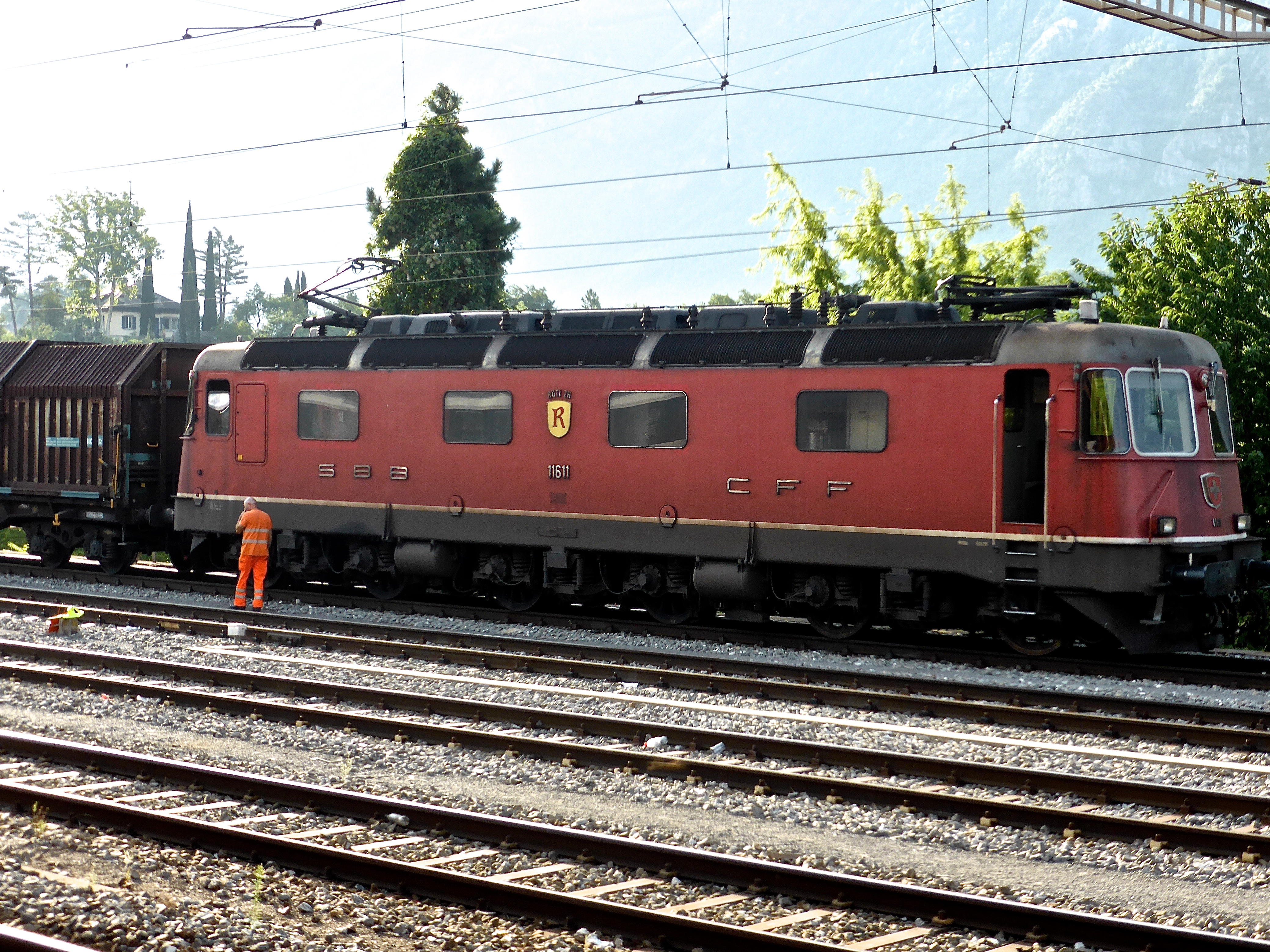
Une Re 6/6 CFF Cargo 11611 Ruthi Zh, en Gare de Sierre.